# Bosconero
Bosconero est une commune italienne d'environ 3 100 habitants située dans la ville métropolitaine de Turin, dans la région Piémont, dans le Nord-Ouest de l'Italie.

## Administration
| Période                                  | Période  | Identité     | Étiquette    | Qualité |
| ---------------------------------------- | -------- | ------------ | ------------ | ------- |
| 14 juin 2004                             | En cours | Fabrizio Pen | lista civica |         |
| Les données manquantes sont à compléter. |          |              |              |         |

### Hameaux
Mastri.

### Communes limitrophes
Rivarolo Canavese, San Giusto Canavese, Feletto, Foglizzo, San Benigno Canavese, Lombardore.